# Pöllau
Pöllau là một đô thị thuộc huyện Hartberg thuộc bang Steiermark, nước Áo. Đô thị Pöllau có diện tích 4,62 km², dân số thời điểm cuối năm 2005 là 2121 người.